# Prijatelji
Prijatelji (eng. Friends) je američka televizijska humoristična serija čiji su autori David Crane i Marta Kauffman, a koja se originalno emitirala na televizijskoj mreži NBC u razdoblju od 22. rujna 1994. do 6. svibnja 2004. godine. Glavni glumci serije Jennifer Aniston, Courteney Cox, Lisa Kudrow, Matt LeBlanc, Matthew Perry i David Schwimmer tumače šestero prijatelja koji žive na Manhattanu. Seriju je producirala kompanija Bright/Kauffman/Crane Productions uz pomoć tvrtke Warner Bros. Television. Originalni izvršni producenti serije bili su Kevin S. Bright, Marta Kauffman i David Crane.
Kauffman i Crane u studenom i prosincu 1993. godine započeli su razvijati seriju Prijatelji pod naslovom "Insomnia Cafe". Ideju su predstavili Brightu pa su svi skupa otišli u NBC i tadašnjim direktorima kompanije prezentirali premisu serije na sedam stranica. Nakon nekoliko izmjena scenarija, uključujući i samog naslova poput "Six of One" i "Friends Like Us", serija je u konačnici nazvana Prijatelji.
Snimanje serije odvijalo se u studijima kompanije Warner Bros. u Burbanku (Kalifornija). Svih deset sezona Prijatelja nalazilo se među deset najgledanijih televizijskih programa godine, a u konačnici je za vrijeme prikazivanja osme sezone serija zasjela na prvo mjesto gledanosti. Posljednju epizodu serije u originalu emitiranu 6. svibnja 2004. godine gledalo je oko 52.5 milijuna Amerikanaca što ju je učinilo petom najgledanijom posljednjom epizodom televizijskih serija u povijesti te najgledanijom epizodom televizijske serije 2000-ih.
Tijekom cijelog svog emitiranja serija Prijatelji uglavnom je dobivala hvalospjeve publike i kritičara te je ubrzo postala jedna od najpopularnijih televizijskih serija svih vremena. Za prestižnu televizijsku nagradu Emmy serija je nominirana šezdeset i dva puta, a 2002. godine za osmu sezonu osvojila je nagradu za najbolju humorističnu seriju. Na listi "50 najboljih televizijskih serija svih vremena" magazina TV Guide, Prijatelji su zauzeli 21. mjesto, a na sličnoj listi časopisa Empire stavljeni su na visoko sedmo. Godine 1997. časopis TV Guide je na svojoj listi "100 najboljih epizoda televizijskih serija ikada" epizodu "The One with the Prom Video" postavio na stoto mjesto. Godine 2013. Ceh scenarista Amerike na svojoj listi "101 najbolje napisana serija svih vremena" stavio je Prijatelje na 24. mjesto, a časopis TV Guide na novoj listi, ovaj puta naslovljenoj "60 najboljih televizijskih serija ikada" postavio je Prijatelje na 28. mjesto.

## Premisa
Rachel Green bježi s vlastitog vjenčanja i pronalazi prijateljicu iz djetinjstva Monicu Geller koja u New Yorku radi kao glavna kuharica. Njih dvije postaju cimerice, a Rachel se uskoro pridružuje ekipi prijatelja u 20-im godinama s kojima se Monica najčešće druži: glumcu koji se pokušava izboriti za svaku ulogu Joeyju Tribbianiju, zaposleniku u velikoj korporaciji Chandleru Bingu, maserki i glazbenici Phoebe Buffay te tek razvedenom paleontologu Rossu Gelleru koji je ujedno i Monicin stariji brat. Kako bi se uzdržavala, Rachel se zapošljava kao konobarica u Central Perku, obližnjem kafiću na Manhattanu gdje svi šestero najčešće borave. Kada nisu tamo, prijatelji se obično druže u stanu Monice i Rachel u West Villageu ili u stanu Joeyja i Chandlera koji se nalazi u istoj zgradi, odmah preko puta.
Radnje epizoda serije obično se vrte oko njihovih komičnih i romantičnih avantura te problema s karijerama poput Joeyjevog konstantnog odlaženja na audicije ili Racheline potrage za poslom u modnoj industriji. Svih šest likova tijekom deset sezona doživljava brojne ljubavne spojeve i veze, poput onih Monice i Richarda Burkea ili Rossa i Emily Waltham. Ipak, radnja koja praktički čini mitologiju serije je odnos između Rossa i Rachel koji tijekom deset godina par puta ulaze u različite oblike ljubavne veze jedno s drugim, a u jednom trenutku dobiju i dijete. Osim njih u drugoj polovici serije Monica i Chandler završavaju zajedno i u braku, a Phoebe se udaje za Mikea Hannigana. Uz šestero glavnih prijatelja ostali likovi koji se sporadično pojavljuju tijekom serije su roditelji Rossa i Monice koji žive na Long Islandu (Jack i Judy), Rossova bivša supruga i njihov sin (Carol i Ben), barmen u Central Perku (Gunther), Chandlerova bivša djevojka (Janice) te Phoebeina sestra blizanka (Ursula).

## Glavni likovi
U seriji Prijatelji šestero je glavnih likova:
- Jennifer Aniston kao Rachel Green – modna entuzijastica i najbolja prijateljica iz djetinjstva Monice Geller. Rachel na početku serije započne živjeti s Monicom nakon što pobjegne s vjenčanja na kojem se trebala udati za Barryja Farbera. Rachel i Ross Geller tijekom serije nalaze se u izrazito kompliciranom odnosu koji u par navrata završi kao ljubavna veza/afera. Također tijekom deset godina Rachel izlazi i s drugim muškarcima, poput susjeda iz Italije Paola u prvoj sezoni; Joshue Bergina, klijenta iz Bloomingdalea u četvrtoj sezoni; Taga Jonesa, njezinog asistenta u sedmoj sezoni; i Joeyja Tribbianija u desetoj sezoni. Poslovnu karijeru Rachel započinje kao konobarica u Central Perku, ali kasnije postaje asistentica klijentima u Bloomingdaleu da bi se u petoj sezoni zaposlila u Ralph Laurenu. Rachel i Ross na kraju osme sezone dobiju kćer Emmu. U posljednjoj epizodi serije, njih dvoje konačno priznaju uzajamne osjećaje jedno prema drugome pa Rachel odluči odustati od posla u Parizu kako bi ostala s Rossom.
- Courteney Cox kao Monica Geller – kuharica[15] i nešto poput majke ostalim prijateljima poznata po svom perfekcionizmu, zapovjednički nastrojenom karakteru, kompetitivnosti i opsesivno-kompulzivnom ponašanju.[16][17] Tijekom trajanja serije jedna od najučestalijih šala na Monicin račun je njezina pretilost iz djetinjstva. U deset godina koliko je pratimo Monica radi kao kuharica u raznim restoranima. Njezina prva ozbiljna ljubavna veza događa se s dugogodišnjim obiteljskim prijateljem Richardom Burkeom koji je dvadeset i jednu godinu stariji od nje. Neko vrijeme njih dvoje nalaze se u zbilja čvrstoj vezi sve dok joj Richard kaže da ne želi imati djecu što Monicu izrazito razočara. U posljednjoj epizodi četvrte sezone Monica i Chandler Bing na Rossovom vjenčanju u Londonu završe zajedno, vjenčaju se na kraju sedme sezone i posvoje dvoje blizanaca na kraju serije.
- Lisa Kudrow kao Phoebe Buffay – ekscentrična masažerka i glazbenica. Kao dijete, Phoebe je živjela u New Yorku sa svojom majkom dok ova nije počinila samoubojstvo pa je Phoebe završila na ulici. Phoebe je vrckava, ali jako dobro se snalazi u životnim situacijama. Sama piše i izvodi svoje čudnjikave pjesme uz akustičnu gitaru koju također svira sama. Njezina "zla" sestra blizanka je Ursula koja dijeli Phoebeinu vrckavost, ali za razliku od Phoebe, čini se sebičnom i nemarnom. Phoebe je također i pomalo djetinjasta. Često zna koristiti svoju tešku prošlost (samoubojstvo majke) kako bi izazvala simpatije kod ljudi, ali je koristi i kako bi ismijala sve one koji joj se doimaju poput hedonista. Tijekom trajanja serije Phoebe se nalazi u tri ozbiljne ljubavne veze: s Davidom, znanstvenikom u prvoj sezoni s kojim prekida nakon što ovaj odluči otići u Minsk kada dobije stipendiju; s Garyjem, policajcem čiju značku slučajno pronađe u petoj sezoni; i s Mikeom Hanniganom u devetoj i desetoj sezoni. U devetoj sezoni Phoebe i Mike prekidaju zbog toga što se on ne želi vjenčati. David se u međuvremenu vraća iz Minska pa on i Phoebe nakratko završavaju zajedno, ali ga ona u konačnici odbija kada je Mike zaprosi. Phoebe i Mike se vjenčaju u desetoj sezoni.[18][19]
- Matt LeBlanc kao Joey Tribbiani – glumac i gurman koji postaje popularan nakon uloge u sapunici Days of Our Lives kao Dr. Drake Ramoray. Joey je prostodušan ženskaroš, a njegove veze s djevojkama obično ne traju dugo. Unatoč činjenici što je ženskaroš, Joey je nevin, maran i dobronamjeran.[20] Za upade djevojkama često koristi frazu "How you doin'?" kako bi ih osvojio na prvu loptu, što, po njegovom mišljenju, obično uspijeva. Joey godinama dijeli stan s Chandlerom, a kasnije i s Rachel. U osmoj sezoni Joey se zaljubljuje u Rachel,[21] ali mu ona pristojno odgovara da ne dijeli njegove osjećaje. Ipak njih dvoje nakratko završavaju zajedno u desetoj sezoni, ali nakon što oboje shvate da njihova veza ne bi mogla potrajati zbog prijateljstva i, što je još važnije, Rachelinog kompliciranog odnosa s Rossom, nastave biti samo prijatelji.
- Matthew Perry kao Chandler Bing – zaposlenik u odjelu statističke analize i rekonfiguracije podataka u velikoj, multinacionalnoj korporaciji. Chandler ne voli svoj posao iako je za njega dobro plaćen. U prvoj sezoni pokušava dati otkaz, ali ga poslodavci namame dajući mu povišicu i novi ured. U devetoj sezoni Chandler ipak daje otkaz nakon što ga premjeste na radno mjesto u Tulsi, a pred kraj sezone postaje autor reklamnih tekstova u marketinškoj agenciji. Chandler ima zanimljivu obiteljsku prošlost zbog toga što je sin spisateljice erotskih romana i transseksualne zvijezde iz Las Vegasa. Poznat je po svom sarkastičnom smislu za humor i lošoj sreći kada su ljubavne veze u pitanju.[22] Na kraju sedme sezone Chandler se vjenča s Monicom, a do kraja serije njih dvoje posvoje blizance. Prije veze s Monicom, Chandler se tijekom prve sezone nalazi u vezi s Janice Hosenstein s kojom prekida nemali broj puta. Glumac Matthew Perry u nekoliko je navrata u intervjuima izjavio da s likom Chandlera ima velike povezanosti, poput potrebe da neugodnu šutnju prekine šalom ili otežane komunikacije s pripadnicama suprotnog spola.[23]
- David Schwimmer kao Ross Geller – stariji brat Monice Geller, paleontolog zaposlen u Prirodoslovnom muzeju, a kasnije i profesor paleontologije na Sveučilištu u New Yorku. Ross je dražestan muškarac dobrog smisla za humor, iako povremeno nespretan i čudnjikav u društvenom okruženju. Tijekom cijelog trajanja serije, Ross se nalazi u kompliciranom odnosu s Rachel Green. U deset godina on doživljava tri propala braka: s Carol Willick, lezbijkom koja je također i majka njihovog sina Bena; s Emily Waltham koja se razvede od Rossa nakon što on slučajno izgovori Rachelino ime na njihovom vjenčanju; i s Rachel nakon što se njih dvoje u potpuno alkoholiziranom stanju vjenčaju u Las Vegasu. Njegovi neuspjesi u ljubavnom životu povezani su s njegovom paranojom i ljubomorom koje iskazuje dok se nalazi u vezama, a njegovi razvodi su u seriji postali jedna od glavnih humorističnih poštapalica. Nakon što po prvi puta spavaju zajedno nakon dugo vremena (i to samo na jednu noć), Ross i Rachel dobivaju kćerku Emmu na kraju osme sezone. U posljednjoj epizodi serije njih dvoje ipak priznaju uzajamne osjećaje i završavaju zajedno.

## Glumačka postava
U njihovim originalnim ugovorima za prvu sezonu, svi članovi glumačke postave plaćeni su 22.500 dolara po epizodi. Međutim, u drugoj sezoni plaće su počele varirati između 20 i 40 tisuća po epizodi. Prije nego što su se upustili u pregovore oko plaća za treću sezonu, kompletna glumačka postava odlučila je ući u zajedničke pregovore unatoč tome što je kompanija Warner Bros. preferirala individualne razgovore o ugovorima. Glumci su počeli dobivati isplate u iznosu najmanje plaće, što je značilo da su se plaće Anistonice i Schwimmera smanjile. Tako su u trećoj sezoni svi glumci dobivali 75 tisuća dolara po epizodi, 85 tisuća dolara u četvrtoj sezoni, 100 tisuća dolara u petoj sezoni, 125 tisuća dolara u šestoj sezoni, 750 tisuća dolara u sedmoj i osmoj sezoni te jedan milijun dolara po epizodi u devetoj i desetoj sezoni čime su Aniston, Cox i Kudrow postale najplaćenijim televizijskim glumicama u povijesti. Osim plaća, od 2000. godine glumci su također uspjeli ispregovarati i dobivanje financijskih benefita od zarade serije čime se dogodio određeni presedan, jer prije toga takva financijska prava imale su isključivo zvijezde koje su uz nastup u serijama imale i autorska prava poput Jerryja Seinfelda i Billa Cosbyja.
Kreator David Crane želio je da svih šest glumaca ima ravnopravne uloge u seriji, pa su Prijatelji proglašeni "prvom serijom s istinskom ansamblskom podjelom uloga". Članovi glumačke postave trudili su se da takav format održe cijelo vrijeme i nisu dopustili da nitko od njih pretjerano dominira; sami su sebe prijavljivali u iste glumačke kategorije za razne televizijske nagrade i priznanja, kolektivno pregovarali o plaćama te zahtijevali da se tijekom prve sezone zajedno pojavljuju na naslovnicama raznih časopisa. Svi skupa su postali pravi prijatelji i iza kamera i to u toliko mjeri da se glumac Tom Selleck koji se tijekom druge sezone pojavio u nizu epizoda požalio da se osjeća zapuštenim.
Članovi glumačke postave ostali su dobri prijatelji i nakon snimanja serije, prvenstveno Cox i Aniston – Jennifer Aniston je postala kuma kćerci Coco koju su dobili Courteney i David Arquette. U službenoj oproštajnoj knjizi naslova Friends 'Til the End svaki od njih je u svojim intervjuima priznao da su im ostali članovi postave postali poput obitelji.

## Emitiranje
| Sezona | Sezona | Broj epizoda | Originalno emitiranje | Originalno emitiranje |
| Sezona | Sezona | Broj epizoda | Premijera sezone      | Finale sezone         |
| ------ | ------ | ------------ | --------------------- | --------------------- |
|        | 1      | 24           | 22. rujna 1994.       | 18. svibnja 1995.     |
|        | 2      | 24           | 21. rujna 1995.       | 16. svibnja 1996.     |
|        | 3      | 25           | 19. rujna 1996.       | 15. svibnja 1997.     |
|        | 4      | 24           | 25. rujna 1997.       | 7. svibnja 1998.      |
|        | 5      | 24           | 24. rujna 1998.       | 20. svibnja 1999.     |
|        | 6      | 25           | 23. rujna 1999.       | 18. svibnja 2000.     |
|        | 7      | 24           | 12. listopada 2000.   | 17. svibnja 2001.     |
|        | 8      | 24           | 27. rujna 2001.       | 16. svibnja 2002.     |
|        | 9      | 24           | 26. rujna 2002.       | 15. svibnja 2003.     |
|        | 10     | 18           | 25. rujna 2003.       | 6. svibnja 2004.      |

### Povijest emitiranja
- Četvrtkom od 20:30h do 21:00h na NBC-u (od 22. rujna 1994. do 23. veljače 1995.)
- Četvrtkom od 21:30h do 22:00h na NBC-u (od 23. veljače 1995. do 18. svibnja 1995.)
- Četvrtkom od 20:00h do 20:30h na NBC-u (od 21. rujna 1995. do 6. svibnja 2004.)

## Radnja serije

### Prva sezona (1994. – 1995.)
Prva sezona serije Prijatelji upoznaje nas sa šestero glavnih likova: Rachel, Monicom, Phoebe, Joeyjem, Chandlerom i Rossom. Rachel dolazi u Central Perk nakon što je pobjegla s vlastitog vjenčanja i useljava se kod Monice, svoje prijateljice iz srednje škole. Ross, koji je u Rachel zaljubljen još iz srednješkolskih dana, konstantno joj pokušava izreći svoje osjećaje. Međutim, uvijek mu se nešto nađe na putu, poput činjenice da je njegova bivša lezbijska supruga Carol trudna i čeka njihovo dijete. Joey je samac i glumac koji se konstantno pokušava probiti, dok Phoebe radi kao masažerka i pomalo je ekscentričnog karaktera zbog problema koje vuče još iz djetinjstva kada joj je majka počinila samoubojstvo. Međutim, ostatak društva besprijekorno je voli unatoč njezinim manama. Chandler prekida sa svojom djevojkom Janice (Maggie Wheeler) koja će se redovito pojavljivati u seriji u kasnijim sezonama. Na kraju prve sezone Chandler slučajno otkrije pred svima da Ross voli Rachel koja u tom trenutku shvaća da dijeli iste osjećaje. Sezona završava s Rachel koja na aerodromu dočekuje Rossa koji se vraća s putovanja iz Azije.

### Druga sezona (1995. – 1996.)
Druga sezona započinje odmah tamo gdje je prethodna stala – s Rachel koja dočekuje Rossa i spremna je izraziti mu svoju ljubav. Međutim, Ross se s putovanja vraća s novom djevojkom, Julie (Lauren Tom). Sada se Rachel nalazi u sličnoj poziciji kao i Ross u prethodnoj sezoni – u nekoliko navrata mu pokušava reći da ga voli, ali stalno se nešto nađe na putu. Međutim, ubrzo njih dvoje ipak završe zajedno. Joey dobiva ulogu u izmišljenoj verziji sapunice Days of Our Lives, ali njegov lik ubrzo biva ubijen nakon što se Joey nađe u svađi s jednim od scenarista serije tvrdeći u intervjuu da on sam sebi piše dijaloge. Chandler se pomiruje s Janice, njegovom bivšom djevojkom iz prve sezone. Monica započinje ljubavnu vezu s Richardom (Tom Selleck), nedavno razvedenim obiteljskim prijateljem koji je dvadeset i jednu godinu stariji od nje. U posljednjoj epizodi sezone, njih dvoje prekidaju nakon što shvate da za razliku od Monice, Richard nikako ne želi djecu.

### Treća sezona (1996. – 1997.)
Prijatelji su u trećoj sezoni postali izrazito serijalizirana serija. Rachel napušta posao konobarice i započinje raditi u Bloomingdaleu, a Ross postaje ljubomoran na njezinog novog kolegu Marka. Rachel odluči da je vrijeme da njih dvoje uzmu stanku od veze pa Ross, povrijeđen i pijan, provede zajedničku noć s djevojkom koja radi u obližnjoj kopirnici nakon čega Rachel s njim prekida. U međuvremenu se Chandler teško nosi s njihovim prekidom, jer ga podsjeća na razvod njegovih roditelja. Uvjerena da osim sestre blizanke Ursule (Lisa Kudrow) nema niti jednog živog člana svoje obitelji, Phoebe se upozna s polubratom (Giovanni Ribisi) i svojom biološkom majkom (Teri Garr). Joey se upušta u ljubavnu aferu s glumačkom partnericom Kate (Dina Meyer), a Monica započne vezu s milijarderem Peteom Beckerom (Jon Favreau) koja do kraja sezone završava zbog obostranih nesuglasica.

### Četvrta sezona (1997. – 1998.)
U prvoj epizodi četvrte sezone Ross i Rachel nakratko se pomire nakon što se Ross pravi da je pročitao Rachelino dugačko pismo, ali uskoro ponovno prekidaju. Joey ulazi u vezu s Kathy (Paget Brewster), djevojku u koju se zaljubi i Chandler. Kathy i Chandler se kasnije poljube što uzrokuje dramu u odnosu između Chandlera i Joeyja. Joey naposljetku oprosti Chandleru tek nakon što ovaj za kaznu provede cijeli dan u kutiji. Phoebe odluči postati surogat majka svome polubratu i njegovoj supruzi Alice (Debra Jo Rupp). Monica i Rachel su primorane zamijeniti stan s Joeyjem i Chandlerom nakon što izgube okladu u kvizu znanja, ali kasnije se ipak sve vraća na svoje mjesto nakon što ih potkupe sezonskim ulaznicama za New York Knickse i jednominutnim poljupcem (koji se nikad ne prikaže na ekranu). Ross započne izlaziti s Engleskinjom Emily (Helen Baxendale), a sezona završava njihovim vjenčanjem u Londonu. Upravo tamo Chandler i Monica spavaju zajedno, a Rachel ipak odluči otići na vjenčanje. Dok izgovara svoje zavjete, Ross pred oltarom slučajno kaže pogrešno ime (Rachelino), na šok i nevjericu nevjeste, ali i ostalih gostiju.

### Peta sezona (1998. – 1999.)
Tijekom prve polovice pete sezone Monica i Chandler od svojih prijatelja pokušavaju sakriti svoju novu vezu. Phoebe rađa trojke u jubilarnoj stotoj epizodi serije: jednog dječaka (Frank Jr. Jr.) i dvije djevojčice – Leslie i Chandler. Emily ucjenjuje Rossa da je jedini način na koji će za njega ostati udata taj da on prekine svaku komunikaciju s Rachel. Ross pristaje, ali tijekom onoga što smatraju da je njihova posljednja zajednička večera, Emily nazove Rossa i otkriva da je i Rachel prisutna na večeri te prekida brak. Phoebe se upušta u vezu s policajcem Garyjem (Michael Rapaport) nakon što slučajno pronađe njegovu značku i započne je koristiti kao svoju. Monica i Chandler konačno svima otkrivaju vezu, na iznenađenje i sreću svojih prijatelja. Tijekom putovanja u Las Vegas odluče se vjenčati, ali promijene plan nakon što vide Rossa i Rachel u potpuno alkoholiziranom stanju kako izlaze iz kapelice za vjenčanja.

### Šesta sezona (1999. – 2000.)
U prvoj epizodi šeste sezone Ross i Rachel shvaćaju da su se potpuno pijani vjenčali. Pokušavaju poništiti brak, a ne se razvesti, jer Ross odbija biti osoba s tri razvoda prije 30-e godine života. Međutim, ispostavlja se da poništenje braka nije opcija pa on od Rachel pokušava sakriti činjenicu da su i dalje vjenčani. Ipak, nekoliko epizoda kasnije njih dvoje se razvedu. Monica i Chandler započinju živjeti zajedno zbog čega Rachel odlazi kod Phoebe. Joey dobiva ulogu u seriji naziva "Mac and C.H.E.E.S.E." na kabelskoj televiziji u kojoj nastupa uz robota. Ross dobiva posao predavača na njujorškom Sveučilištu te započne izlaziti s jednom od svojih studentica Elizabeth (Alexandra Holden). Njihova veza uskoro završava zbog razlike u godinama i sazrijevanju. Stan u kojem žive Phoebe i Rachel se zapali, pa se Rachel seli kod Joeyja dok se Phoebe useljava kod Monice i Chandlera. U posljednjoj epizodi sezone Chandler zaprosi Monicu koja mu potvrdno odgovara, premda joj je njezin bivši dečko Richard također izrazio ljubav.

### Sedma sezona (2000. – 2001.)
Sedma sezona uglavnom prati razne dogodovštine Monice i Chandlera koji započinju s planiranjem svojeg vjenčanja i upadnu u financijske probleme koji se brzo riješe zbog Chandlerove tajne ušteđevine. Joeyjeva televizijska serija "Mac and C.H.E.E.S.E." je otkazana, ali mu je ponuđen povratnički posao u sapunici Days of Our Lives. Phoebein stan je popravljen, ali tijekom rekonstrukcije od dvije sobe napravljena je jedna velika pa Rachel odluči ostati kod Joeyja. Sezona završava s vjenčanjem Monice i Chandlera tijekom kojeg Phoebe i Rachel u kanti za smeće u kupaonici nađu pozitivan test za trudnoću.

### Osma sezona (2001. – 2002.)
Na početku osme sezone otkriva se da je pozitivan test za trudnoću bio Rachelin. Phoebe pokušava zavarati Rachel pa joj kaže da je test negativan kako bi od nje dobila iskrenu reakciju, a nakon što se ova rastuži Phoebe joj kaže istinu. Cijela sezona se nakon toga više-manje vrti oko Racheline trudnoće; saznajemo da je Ross otac nakon istrage u koju je uključen crveni pulover. Rachel i Ross odluče dobiti dijete, ali ne nastaviti sa svojim ljubavnim odnosom. Tijekom sezone Joey razvije romantične osjećaje prema Rachel, ali mu ih ona ne uzvraća. U posljednjoj epizodi serije Rachel rađa djevojčicu Emmu. Rossova majka u bolnici Rossu daje zaručnički prsten zbog njezine želje da se njih dvoje vjenčaju. Iako Ross nema u planu oženiti Rachel, on je uzeo prsten i stavio ga u džep svoje jakne. Dok Joey u Rachelinoj sobi traži maramicu za rasplakanu Rachel, uzima Rossovu jaknu pa prsten iz džepa pada na pod. On klekne kako bi ga pokupio i okrene se Rachel, a ona u tom trenutku pomisli da je Joey prosi... i prihvaća.

### Deveta sezona (2002. – 2003.)
Deveta sezona započinje s Rossom i Rachel koji žive zajedno kao cimeri s njihovom kćerkom Emmom. Monica i Chandler pokušavaju dobiti dijete, ali saznaju da je to nemoguće zbog njihovih zdravstvenih problema. Phoebe se upušta u vezu s Mikeom Hanniganom (Paul Rudd) te na kraju bira njega umjesto bivšeg dečka Davida (Hank Azaria). Na sredini sezone Rachel se s Emmom vraća kod Joeyja za kojeg započne gajiti osjećaje, iako ostatak družine očajnički ponovno pokušava spojiti nju i Rossa. U posljednje dvije epizode sezone prijatelji putuju na Barbados kako bi slušali Rossa dok drži govor tijekom paleontološke konferencije. Joey prekida sa svojom djevojkom Charlie (Aisha Tyler) pa ona ulazi u vezu s Rossom. Joey i Rachel za to vrijeme shvaćaju da i dalje gaje osjećaje jedno prema drugome pa sezona završava njihovim poljupcem.

### Deseta sezona (2003. – 2004.)
U desetoj sezoni završava nekoliko radnji koje su dugi niz godina pratile seriju. Charlie prekida s Rossom i vraća se svojem bivšem dečku. Joey i Rachel se pokušavaju boriti s Rossovim osjećajima u vezi njihove veze, ali na kraju odlučuju da je najbolje da ipak ostanu samo prijatelji. U drugoj polovici sezone Phoebe i Mike se vjenčaju ispred kafića Central Perk. Monica i Chandler prijave se za posvajanje djeteta, a kao buduće roditelje izabire ih Erica (Anna Faris). U posljednjoj epizodi serije, na iznenađenje Monice i Chandlera, Erica rađa blizance – dječaka Jacka (nazvanog prema Monicinom ocu) i djevojčicu Ericu (nazvanu po svojoj biološkoj majci). Njih dvoje odluče preseliti se u predgrađe s djecom pa Joey postane uznemiren zbog toliko velikih promjena u njegovom životu. Rachel dobiva otkaz na poslu i prihvaća novu ponudu zbog koje mora otići raditi u Pariz. Ross u tom trenutku shvaća da je voli i dolazi na aerodrom spriječiti je u odlasku. Rachel također shvaća da i dalje voli Rossa pa otkazuje svoj let i odlučuje ostati s njim. Serija završava s prijateljima i djecom Monice i Chandlera kako odlaze iz stana prema Central Perku popiti posljednju kavu zajedno. Posljednji dijalog u seriji, a ujedno i šalu, izgovara Chandler. U posljednjem kadru serije vidimo ključeve od stana svih prijatelja stavljene na stolić te ulazna vrata stana.

## Produkcija

### Ideja
David Crane i Marta Kauffman započeli su razvijati tri nova pilota za televizijske serije koji bi premijeru imali 1994. godine, a sve nakon što je godinu dana ranije njihova humoristična serija Family Album ukinuta na CBS-u. Kauffman i Crane odlučili su NBC-u prezentirati seriju o "šestero ljudi u 20-ima koji pokušavaju živjeti na Manhattanu" budući su smatrali da je ta televizijska mreža savršena za njihovu ideju. Oboje su predstavili ideju i svom produkcijskom partneru Kevinu Brightu koji je bio izvršni producent njihove HBO serije Dream On. Do ideje za seriju Crane i Kauffman došli su nakon što su razmišljali o vremenu dok su oni završili fakultete i započeli sa samostalnim životom u New Yorku; Kauffman je vjerovala da je upravo to vrijeme života većine ljudi koje "daje najviše životnih upitnika". Koncept serije im je bio zanimljiv i zbog toga što su smatrali da se "većina može poistovjetiti s tim osjećajem", kao i zbog toga što su se i oni sami tako osjećali. Kreativni tim nazvao je seriju "Insomnia Cafe" i na sedam napisanih stranica prezentirao ideju NBC-u u prosincu 1993. godine.
U isto vrijeme, tadašnji predsjednik NBC Entertainmenta Warren Littlefield tražio je komediju o mladim ljudima koji žive zajedno i dijele životne troškove. Littlefield je želio da skupina likova podijeli najznačajnije periode svojih života zajedno s prijateljima koji bi postali "nešto poput novih, surogatnih članova obitelji". Međutim, nikako nije mogao pronaći pravi način za oživjeti svoju ideju, a scenariji koje je u to vrijeme razvijao NBC bili su mu grozni. Kada su Kauffman, Crane i Bright prezentirali ideju serije "Insomnia Cafe", Littlefield je bio impresioniran s činjenicom da oni već znaju kako izgledaju i pričaju svi likovi serije. Kauffman i Crane nedugo potom započeli su pisati scenarij za pilot epizodu serije, sada nazvanu "Friends Like Us" za koju su im trebala tri dana. Littlefield je želio da serija predstavlja Generaciju X, ali se troje autora s njim nije slagalo. Crane je smatrao da to ne bi trebala biti serija samo za jednu generaciju, već je želio producirati proizvod u kojem će svi podjednako moći uživati. NBC-ju se scenarij pilot epizode svidio pa je naručeno snimanje, sada pod novim naslovom "Six of One" ponajviše zbog toga što je prethodni naslov bio previše sličan imenu serije koja se prikazivala na ABC-u These Friends of Mine.

### Dodjela uloga
Nakon što je postalo očito da serija postaje jedan od najznačajnijih NBC-jevih projekata, Littlefield je započeo dobivati pozive od skoro svih agenata u gradu koji su svoje klijente željeli za uloge u seriji. Audicije za glavne uloge održavane su u New Yorku i Los Angelesu. Voditelji castinga odabrali su po 75 glumaca (od tisuću prijavljenih) za svaki pojedini lik. Oni koji su dobili povratne pozive ponovno su čitali svoje uloge ispred Cranea, Kauffmanice i Brighta. Krajem ožujka broj potencijalnih glumaca po liku spušten je na tri-četiri pa su pozvani da ponovno čitaju uloge, ali ovaj put ispred Lesa Moonvesa, tadašnjeg predsjednika kompanije Warner Bros. Television.
Budući da su s Davidom Schwimmerom radili već ranije, kreatori su upravo njega imali u planu za lik Rossa pa je on postao prvi službeni glumac serije. Cox je željela glumiti Monicu, ali su je producenti vidjeli u ulozi Rachel zbog njezine "vesele, živahne energije", a takvom nikako nisu zamišljali Monicu; međutim, nakon audicije, Kauffmanica se složila s mišljenjem Courteney Cox i dobila je ulogu koju je i željela. Matt LeBlanc je na svojoj audiciji liku Joeyja dao "potpuni obrat". Scenaristi u početku nisu zamišljali Joeyja da bude nejasan, ali su upravo u tome našli veliki izvor komičnih elemenata. LeBlanc je liku također dao i srčanost, nešto što scenaristi u početku nisu niti znali da lik Joeyja može imati. Iako su Crane i Kauffman bili protiv toga da LeBlanc dobije ulogu, televizijska mreža je odlučila da je on prava osoba za Joeyja. Jennifer Aniston, Matthew Perry i Lisa Kudrow dobili su uloge zahvaljujući svojim audicijama.
Tijekom dodjela uloga, ali i kroz prvu sezonu događale su se promjene u karakterima likova i samoj radnji. Scenaristi su shvatili da bi bilo bolje da likove pišu na način koji najbolje odgovara glumcima. Kauffman je priznala da je u tom procesu lik Joeyja postao "potpuno novo biće" te da "do prve epizode s Danom zahvalnosti nismo imali pojma koliko su zabavne Monicine neuroze".

### Scenarij
U tjednima nakon što je NBC odobrio snimanje serije Prijatelji, Kauffman i Bright su počeli pregledavati scenarije koje su za neke druge serije poslali scenaristi, prvenstveno neproducirane epizode Seinfelda. Kauffman i Crane regrutirali su tim od sedam mladih scenarista: "Kada imaš 40 godina, ne možeš više sve sam. Televizijske mreže i studiji konstantno traže mlade ljude koji su tek izašli s fakulteta", izjavili su u jednom intervjuu. Autori su smatrali da će im jednako praćenje svih šest likova, a ne samo jednog ili dva, omogućiti "bezbrojne mogućnosti razvoja radnje te dati seriji noge". Većinu ideja za radnju serije smišljali su scenaristi, ali u par navrata su svoje ideje ubacivali i sami glumci. Scenaristi su prvotno planirali u seriju ubaciti veliku ljubavnu priču između Joeyja i Monice, budući su njih zamišljali najseksipilnijim likovima tijekom prezentacije ideje za seriju. Ideja romantičnog odnosa između Rossa i Rachel došla je dok su Kauffmanica i Crane pisali pilot epizodu.
Tijekom produkcije pilot epizode, televizijska mreža NBC je zahtijevala da se scenarij promijeni na način da jedna radnja bude dominantna s par sporednih, ali scenaristi su to odbili želeći zadržati sve radnje jednako važnima. NBC je također smatrao da je glumačka postava premlada i zahtijevao je ubacivanje jednog starijeg lika koji bi mladima davao savjete. Crane i Kauffman bili su prisiljeni na kompromis pa su napisali verziju jedne od najranijih epizoda serije koja je sadržavala lik "Pata policajca". Crane je smatrao da je radnja očajna, a Kauffmanica se kasnije našalila: "Znate onu dječju knjigu "Zeko Pat"? Eh, pa mi smo imali Policajca Pata." NBC je u konačnici odustao od ideje.
Svakog ljeta (lipanj, srpanj i kolovoz) producenti su radili okvirni kostur priče naredne sezone. Prije nego bi epizoda krenula u produkciju, Kauffman i Crane su detaljno prolazili scenarije čiji oni nisu bili autori uglavnom kako bi obratili pažnju da su radnja i likovi u skladu s dotadašnjim razvojem serije. Za razliku od velike većine drugih radnji serije, promjena odnosa između Joeyja i Rachel dogodila se sredinom osme sezone. Autori nisu željeli da Ross i Rachel završe tako brzo zajedno i dok su razmišljali o novom romantičnom zapletu jedan od scenarista predložio je Joeyjevu zaljubljenost u Rachel. Radnja je ubačena u sezonu, ali su glumci smatrali da će zbog takvog razvoja situacije pulika zamrziti njihove likove pa je sve ubrzo prekinuto i ponovno pokrenuto tek na samom kraju sezone. Za devetu sezonu scenaristi nisu bili sigurni koliko žele u radnju uplitati Rachelinu bebu, budući da nisu željeli da se serija počne previše fokusirati na taj događaj, ali također nisu željeli niti uopće spominjati dijete. Crane je priznao da im je trebalo dosta vremena da osmisle ideju za desetu sezonu za koju su smatrali da je potrebna točno onoliko da se završe sve dugogodišnje radnje koje su pratile seriju. Kauffman i Crane izjavili su da se ne bi vratili raditi jedanaestu sezonu, čak i kada bi svi članovi glumačke postave na istu pristali.
Naslov svake epizode serije Prijatelji započinje s riječima "The One", a do tog formata se došlo nakon što su producenti shvatili da naslovi epizoda neće pisati tijekom uvodne špice serije te da će isti velikoj većini publike zbog toga ostati nepoznati. Sve epizode serije započinju s riječima "The One" osim dvije – pilot epizode i posljednje epizode jednostavno naslovljene "The Last One".

### Snimanje
Prva epizoda serije snimana je u studiju 5 kompanije Warner Bros. Studios u Burbanku (Kalifornija). Izvršni producenti NBC-a bili su zabrinuti da kafić Central Perk izgleda previše hipsterski pa su tražili da se mjesto radnje prebaci u zalogajnicu, ali su na kraju ipak odustali od te ideje. Uvodna špica serije snimljena je u četiri sata ujutro kod fontane koja se nalazi na Warner Bros. ranču, dok je bilo relativno hladno. Početkom druge sezone produkcija se premjestila u studio 24 čiji je naziv nakon što je završeno snimanje posljednje epizode serije promijenjen u "The Friends Stage". Snimanje serije započelo je u ljeto 1994. godine ispred publike uživo, a prije početka snimanja svima je predstavljen okvirni koncept serije kako bi se upoznali s istom, ali i s njezinim glavnim likovima; unajmljeni komičar zabavljao je publiku u pauzama između kadrova. Svaka epizoda u trajanju od 22 minute snimana je šest sati – gotovo dvostruko duže od uobičajenog – uglavnom zbog mnogih ponavljanja scena i izmjena scenarija u posljednji trenutak.
Premda su producenti konstantno tražili prave priče koje bi mogli snimati na stvarnim lokacijama, Prijatelji nikad nisu snimani u New Yorku. Bright je smatrao da snimanje van studija čini epizode manje humorističnima (čak i kada se snima u eksterijerima unutar studija) te da je publika uživo ključni dio same serije. Na kritike da serija pogrešno predstavlja New York u smislu da grupa prijatelja s financijskim problemima sebi može priuštiti živjeti u velikim stanovima, Bright je odgovarao da set mora biti dovoljno velik za kamere, osvjetljenje i "za publiku koja mora vidjeti što se događa"; stanovi su također morali biti dovoljne veličine kako bi glumci mogli izvesti napisane humoristične situacije. Posljednja epizoda četvrte sezone snimljena je na stvarnim lokacijama u Londonu zbog toga što su do tada producenti bili svjesni velike popularnosti serije u Velikoj Britaniji. Scene su također snimane i u studiju pred tri različite publike sačinjene od 500-tinjak ljudi. Posljednja epizoda pete sezone, radnjom smještena u Las Vegasu, snimljena je u studijima kompanije Warner Bros. Studios, premda je Bright kasnije sreo ljude koji su i dalje mislili da je epizoda snimljena na stvarnim lokacijama.

## Završetak serije
Autori serije prvu verziju jednosatne posljednje epizode Prijatelja napisali su u siječnju 2004. godine, četiri mjeseca prije originalnog emitiranja. Crane, Kauffman i Bright za potrebe pisanja posljednje epizode odlučili su pogledati nekoliko finala drugih humorističnih serija te posebno obratiti pozornost na stvari koje su u tim finalima funkcionirale zadovoljavajuće, a koje nisu. Najviše su im se svidjela ona finala koja su ostala dosljedna ostatku serije, prvenstveno The Mary Tyler Moore Show. Crane, Kauffman i Bright imali su velikih problema s pisanjem posljednje epizode i nekoliko dana su proveli razmišljajući samo o završnoj sceni serije bez da su napisali ijednu jedinu riječ. Nisu željeli ubaciti "nešto velikog koncepta ili izvući seriju iz same serije". Najosjetljiviji dijelovi posljednje epizode snimani su bez prisustva publike uživo te s vrlo malim brojem snimateljske ekipe. Glavnoj glumačkoj postavi posljednja epizoda se svidjela i bili su uvjereni da će i obožavatelji serije reagirati na sličan način:
Televizijska mreža NBC odradila je veliku marketinšku kampanju koja je započela nekoliko tjedana prije originalnog emitiranja. Prije nego što je finale emitirano, prethodila joj je jednosatna retrospektiva svih prethodnih epizoda. Nakon emitiranja uslijedila je posebna emisija The Tonight Show with Jay Leno snimljena na setu gdje se nalazi kafić Central Perk, a u kojoj su se pojavili svi glavni glumci serije. Cijena reklama tijekom emitiranja posljednje epizode iznosila je oko 2 milijuna dolara za 30 sekundni televizijski spot čime je srušen prethodni rekord kojeg je držala posljednja epizoda serije Seinfeld s 1,7 milijuna dolara.
Samo u SAD-u finale serije 6. svibnja 2004. godine gledalo je 52,5 milijuna ljudi čime je to postao najgledaniji televizijski program nakon 1998. godine i finala Seinfelda. Premda nije postala najgledanijom epizodom kompletne serije, finale je zasjelo na četvrto mjesto najgledanijih posljednjih epizoda bilo koje televizijske serije u povijesti, odmah iza serija MASH (105 milijuna gledatelja), Kafić Uzdravlje (80,4 milijuna gledatelja) i Seinfeld (76,2 milijuna gledatelja). Retrospektivu prethodnih epizoda gledalo je nešto manje od 36 milijuna ljudi, a samo finale je do kraja godine postao drugi najgledaniji televizijski program odmah iza finala Super Bowla. Nakon što su sa svojim emitiranjem iste godine završile serije Prijatelji i Frasier, kritičari su započeli spekulirati o sudbini žanra humorističnih serija (tzv. sitcomova), što zbog činjenice da se sve manje serija snima pred publikom uživo, a što zbog općenitog smanjenja scenaristički orijentiranih televizijskih programa u korist tzv. reality showova.

## Priznanja

### Kritike
Kritike filmske struke u početku serije bile su pomiješane; na popularnoj internetskoj stranici Metacritic prvih nekoliko epizoda serije imaju prosječnu ocjenu 59/100 što označava "pomiješane i prosječne kritike". Tom Feran iz časopisa The Plain Dealer napisao je da se serija "plitko i neuspješno poigrava sa stilom Seinfelda", dok je Ann Hodges iz Houston Chroniclea napisala da se radi o "seriji koja želi biti Seinfeld, ali nikada neće biti dovoljno humoristična da bi to i postala". Ray Richmond je u Los Angeles Daily Newsu istaknuo da se radi "o jednoj od najvedrijih komedija nove televizijske sezone", a Los Angeles Times prozvao ju je "apsolutno najboljom humorističnom serijom nove sezone".
Ginny Holbert iz Chicago Sun-Timesa napisala je da likovi Joeyja i Rachel nisu dovoljno razvijeni, dok je Ray Richmond hvalio "živahnu i mladu glumačku postavu" s "dobrom kemijom". Robert Bianco iz USA Today nahvalio je Schwimmera, prozvavši ga "izvanrednim". Također je nahvalio i sve tri glumice, ali je izrazio zabrinutost za Matthewa Perryja i njegov portret Chandlera zbog "nedefiniranosti lika", kao i LeBlanca koji se "previše oslanja na rutinu glupavosti koja nakon drugog pokušaja postaje pomalo zamornom". Autori knjige Friends Like Us: The Unofficial Guide to Friends istaknuli su da su složni u mišljenju kako se glumačka ekipa "u početku pomalo preglumljavala", a pogotovo se to odnosi na Perryja i Schwimmera.
Međutim, kako se serija razvijala, kritike su postale sve pozitivnijima pa je Prijatelji postao jedan od najpopularnijih sitcomova svog vremena. Danas se standardno serija postavlja na sve relevantne liste najboljih televizijskih serija svih vremena. Kritičari su hvalili seriju zbog njezinog konzistentnog britkog scenarija i kemije među glavnim glumcima. Noel Holston iz Newsdaya 1994. godine je napisao lošu kritiku pilot epizode prozvavši seriju "lošom kopijom Seinfelda", ali nakon par godina kada ju je ponovno pogledao razmišljao je čak i o tome da napiše ispriku autorima serije. Heather Havrilesky s internetske stranice salon.com smatrala je da je "serija pogodila notu" u drugoj sezoni. Havrilesky je hvalila vješte šale na račun likova, situacije "koje će vas u par navrata tijekom jedne epizode navesti na glasan smijeh" te kvalitetu scenarija koji su omogućavali pričama da budu "originalne i inovativne". Bill Carter iz The New York Timesa osmu sezonu proglasio je "fantastičnim povratkom". Istaknuo je da je "isticanjem potpuno nove radnje i originalnih humorističnih dosjetki" serija pronašla "svoj put natrag u srca obožavatelja". Međutim, Liane Bonin iz Entertainment Weeklyja proglasila je tijek devete sezone "poprilično razočaravajućim", kritizirajući seriju zbog uvođenja previše poznatih glumaca kao njezinih gostiju te umjetnog stvaranja napetosti. Premda razočarana sa sezonom, Bonin je istaknula da su "scenariji još uvijek britki". Havrilesky je smatrala da je deseta sezona bila "alarmantno užasna, mnogo gora od onoga što bismo mogli očekivati od serije koja je nekada bila tako dobra". Na listi "100 najboljih televizijskih serija svih vremena" časopisa Time našli su se i Prijatelji uz opasku da je "najveća tajna ove serije u tome da se zove Prijatelji, a zapravo govori o obitelji."
Kritike posljednje epizode bile su pomiješane. Robert Bianco iz USA Today opisao je finale zabavnim i zadovoljavajućim, te ga nahvalio zbog vješte mješavine emocija i humora uz naglasak na svakog pojedinog lika. Sarah Rodman iz Boston Heralda hvalila je glumu Anistonice i Schwimmera, ali je osjećala da je njihov sretan završetak "možda malo previše uredan, premda se radi o nečemu što su željele horde obožavatelja diljem svijeta". Roger Catlin iz Hartford Couranta istaknuo je da bi oni koji po prvi puta gledaju seriju "mogli biti iznenađeni nedostatkom humora te kako svaka šala ovisi o razini glupoće likova". Ken Parish Perkins, pišući za Fort Wroth Star-Telegram, istaknuo je da je finale "bilo više dirljivo nego humoristično, više zadovoljavajuće u smislu završetka jedne ere, nego urnebesno smiješno".

### Nagrade
Kako bi zadržali format ansamblske serije, članovi glumačke postave odlučili su sami sebe prijavljivati u iste glumačke kategorije za razne televizijske nagrade. Od osme sezone nadalje, glumci su odlučili sebe prijavljivati u kategoriju glavnih glumaca, a ne sporednih. Serija Prijatelji sveukupno je skupila 62 nominacije za prestižnu televizijsku nagradu Emmy od čega je osvojila njih šest. Aniston i Kudrow su jedine članice glumačke postave koje su osvojile Emmy, dok je Cox jedina koja nikada nije nominirana. Za svoju osmu sezonu 2002. godine serija je osvojila nagradu Emmy u kategoriji najbolje humoristične serije, a u istoj je kategoriji bila nominirana 1995., 1996., 1999., 2000. i 2003. godine. Prijatelji su također osvojili i nagrade "American Comedy Award", Medijska nagrada GLAAD, jedan Zlatni Globus, tri nagrade "Logie", šest nagrada "People's Choice", jednu nagradu Satelit i jednu nagradu Ceha glumaca.

### Gledanost
Tablica dolje prikazuje gledanost serije Prijatelji u SAD-u gdje se konstantno tijekom deset godina nalazila među deset najgledanijih televizijskih programa na kraju godine. Stupac "rang" označava mjesto na kojem su se Prijatelji nalazili u odnosu na ostale televizijske serije koje su se emitirale u udarnom terminu tijekom televizijske sezone. Stupac "gledatelji" odnosi se na prosječan broj gledatelja epizode tijekom njezinog originalnog emitiranja. Stupac "premijera sezone" prikazuje datum početka emitiranja prve epizode nove sezone, dok stupac "završetak sezone" označava datum emitiranja posljednje epizode sezone. Do danas Prijatelji je posljednji sitcom koji je dosegao prvo mjesto gledanosti na televiziji, budući su njegovi nasljednici bile televizijske serije Ekipa za očevid, Američki idol, NBC Sunday Nigh Football i NCIS.
| Sezona | Premijera sezone    | Završetak sezone  | TV sezona   | Rang | Gledatelji (u milijunima) | Najgledanija epizoda                                 | Najgledanija epizoda      |
| Sezona | Premijera sezone    | Završetak sezone  | TV sezona   | Rang | Gledatelji (u milijunima) | Naslov                                               | Gledatelji (u milijunima) |
| ------ | ------------------- | ----------------- | ----------- | ---- | ------------------------- | ---------------------------------------------------- | ------------------------- |
| 1      | 22. rujna 1994.     | 18. svibnja 1995. | 1994./95.   | 8    | 24,3                      | "The One Where Rachel Finds Out"                     | 31,3                      |
| 2      | 21. rujna 1995.     | 16. svibnja 1996. | 1995./96.   | 3    | 29,4                      | "The One After the Superbowl"                        | 52,9                      |
| 3      | 19. rujna 1996.     | 15. svibnja 1997. | 1996./97.   | 4    | 24,9                      | "The One Where Chandler Can't Remember Which Sister" | 29,8                      |
| 4      | 25. rujna 1997.     | 7. svibnja 1998.  | 1997./98.   | 4    | 24,0                      | "The One with Ross's Wedding"                        | 31,6                      |
| 5      | 24. rujna 1998.     | 20. svibnja 1999. | 1998./99.   | 2    | 23,5                      | "The One After Ross Says Rachel"                     | 30,9                      |
| 6      | 23. rujna 1999.     | 18. svibnja 2000. | 1999./2000. | 5    | 20,7                      | "The One with the Proposal"                          | 30,7                      |
| 7      | 12. listopada 2000. | 17. svibnja 2001. | 2000./01.   | 5    | 20,2                      | "The One with Monica and Chandler's Wedding"         | 30,1                      |
| 8      | 27. rujna 2001.     | 16. svibnja 2002. | 2001./02.   | 1    | 24,5                      | "The One Where Rachel Has a Baby"                    | 34,9                      |
| 9      | 26. rujna 2002.     | 15. svibnja 2003. | 2002./03.   | 2    | 21,8                      | "The One Where No One Proposes"                      | 34,0                      |
| 10     | 25. rujna 2003.     | 6. svibnja 2004.  | 2003./04.   | 4    | 22,8                      | "The Last One"                                       | 52,5                      |

## Utjecaj serije
Premda su producenti Prijatelje smatrali "uobičajenom TV serijom", brojni psiholozi su istraživali utjecaj serije tijekom njezinog trajanja. Frizura Jennifer Aniston nazvana je "The Rachel", a kopirana je diljem svijeta. Joeyjeva uzrečica "How you doin'?" postala je popularna fraza zapadnjačkog engleskog slenga, a često se koristila prilikom pozdrava. Serija je također utjecala i na engleski jezik općenito, a navika glumca Matthewa Perryja da rečenice često ostavi nezavršenima kako bi naglasio sarkazam također je imala veliki utjecaj na gledatelje. Nakon napada 11. rujna, gledanost serije skočila je za 17% u odnosu na prethodnu sezonu. 
Kafić Central Perk, jedno od glavnih mjesta radnje kompletne serije, inspirirao je razne imitacije diljem svijeta. Godine 2006. iranski biznismen Mojtaba Asadian započeo je franšizu naziva Central Perk te registrirao ime u 32 zemlje svijeta. Uređenje kafića inspirirano je serijom, a sadržava replike kauča, bara, neonskih natpisa i cigli. Na zidovima kafića također su postavljene slike raznih likova iz serije i glumaca. James Michael Tyler, koji u seriji glumi lika Gunthera, pojavio se na svečanom otvorenju kafića u Dubaiju gdje je radio kao konobar. Central Perk je prerađen u muzejski primjerak tijekom obilaska studija Warner Bros., a prikazan je i u sklopu The Ellen DeGeneres Show u listopadu 2008. godine. Jennifer Aniston tom je prilikom prvi puta posjetila set nakon završetka snimanja serije 2004. godine. U razdoblju od 24. rujna do 7. listopada 2009. godine replika Central Perka postavljena je u Broadwick Streetu u Sohou u Londonu. Kafić je prodavao pravu kavu svima onima koji su došli, a u njegovom sklopu su također bili postavljeni i predmeti korišteni u seriji, poput pehara za pobjednika Gellerovog kupa iz epizode treće sezone "The One with the Football". U Pekingu je u ožujku 2010. godine biznismen Du Xin otvorio kafić naziva Central Perk. U Indiji postoji pet kafića koji su inspirirani serijom, a dva se nalaze u Chandigarhu (Central Perk) i Kalkuti (F.R.I.E.N.D.S. Cafe) od kojih potonji također sadržava i mnoge predmete iz serije poput pseće statue Chandlera i Joeyja, narandžastu sofu, ljubičasta vrata Monicinog i Rachelinog stana te Phoebein rozi bicikl. Ostala tri kafića nalaze se u Delhiju, Gurugramu i Puneu. U Pakistanu također postoje dva kafića inspirirana Prijateljima. Jedan je u Lahoreu poznat pod nazivom "Friends Cafe", a drugi u Peshawaru naziva "Central Perk". Oba kafića sadržavaju poznati kauč, gitaru, stol za stolni nogomet, poznate dijaloge iz serije napisane na zidovima, a posebna poslastica su reprize epizoda koje se ponekad vrte na velikom projektoru.
Serija Prijatelji također je stvorila i alternativni pogled na obiteljski život portretirajući mlade ljude koji vode nekonvencionalne živote. Serija predstavlja ideju da su "prijatelji sve što ti je potrebno" te da je obitelj moguće stvoriti kroz vlastiti izbor. Publika se na tjednoj bazi mogla poistovjetiti s programom zbog prikazanih problema likova u pojedinim epizodama, a koji razvijaju odnose koji se ne vide često u konvencionalnom društvu. Prema mišljenju stručnjaka za pop-kulturu sa sveučilišta u Buffalou, Prijatelji je "jedna od rijetkih televizijskih serija koja je označila promjenu u američkoj kulturi". Prikaz mladih i njihovih uloga u društvu predstavlja životni stil koji se vrti oko kreiranja i održavanja veza između prijatelja, njihovih vlastitih života, ali i traženja pomoći jedni od drugih.
Televizijski i radio blog uglednog časopisa The Guardian istaknuo je da su Prijatelji uvelike utjecali na kreiranje i razvoj budućih televizijskih serija, ponajprije Kako sam upoznao vašu majku. Sličnosti između te dvije serije pronađene su u činjenicama da su obje radnjom smještene na Manhattanu te da sadržavaju grupu odraslih ljudi koji su humoristični i imaju slične karakterne osobine. Čitatelji časopisa TV Guide proglasili su Prijatelje najboljom humorističnom serijom svih vremena s 29% glasova (na drugom mjestu bio je Seinfeld s 18% glasova). Prema anketama emisije 60 Minutes i časopisa Vanity Fair, Prijatelji su proglašeni trećom najboljom sitcom serijom svih vremena. Godine 2014. brazilski mjesečnik Mundo Estranho proglasio je Prijatelje najboljom televizijskom serijom ikada.

## Distribucija
Svih deset sezona serije Prijatelji izdane su u pojedinačnim DVD izdanjima, kako u Hrvatskoj tako i u ostatku svijeta. Također, uz pojedinačna izdanja u prodaju je pušteno i posebno izdanje kompletne serije na DVD-u. Svaka sezona izdanja za regiju 1 sadržava posebne dodatke, a epizode su predstavljene u njihovim originalnim verzijama. Svaka epizoda u izdanju prve sezone serije nadograđena je s kolor korekcijama i poboljšanim zvukom. Tijekom godina mnogo kompanija produciralo je razne oblike promo materijala iz serije. U rujnu 1995. godine WEA Rrecords izdao je prvi službeni soundtrack serije koji sadržava glazbu iz prethodnih i budućih epizoda. Soundtrack je debitirao na 46. mjestu Billboardove ljestvice, a do studenog iste godine prodan je u preko 500 tisuća primjeraka. Godine 1999. izdan je i drugi soundtrack serije naziva Friends Again. Ostali promo materijal uključuje DVD igru naziva Scene It te kviz za PlayStation 2 i PC naziva Friends: The One with All the Trivia. Dana 28. rujna 2009. godine u Velikoj Britaniji povodom 15. godišnjice početka emitiranja, objavljena je kompletna serija u luksuznom DVD izdanju koje uključuje produžene epizode, vodič kroz seriju te originalne posebne dodatke iz prethodnih izdanja.
Dana 13. studenog 2012. godine kompanija Warner Home Video izdala je kompletnu seriju i na Blu-rayu. Ovo kolekcionarsko izdanje ne uključuje izbačene scene i humoristične snimke koji su se prethodno nalazili na DVD izdanjima serije, a epizode su predstavljene u njihovom originalnom formatu kako su emitirane na NBC-u.
| Naziv DVD izdanja        | Broj epizoda | Datum DVD izdanja                                                                       | Datum DVD izdanja                                                                                   | Datum DVD izdanja  | Datum Blu-ray izdanja | Datum Blu-ray izdanja | Datum Blu-ray izdanja                                       |
| Naziv DVD izdanja        | Broj epizoda | Regija 1                                                                                | Regija 2                                                                                            | Regija 4           | Regija A              | Regija B Europa       | Regija B Australija                                         |
| ------------------------ | ------------ | --------------------------------------------------------------------------------------- | --------------------------------------------------------------------------------------------------- | ------------------ | --------------------- | --------------------- | ----------------------------------------------------------- |
| Kompletna prva sezona    | 24           | 30. travnja 2002.                                                                       | 29. svibnja 2000.                                                                                   | 4. listopada 2006. | 30. travnja 2013.     |                       |                                                             |
| Kompletna druga sezona   | 24           | 3. rujna 2002.                                                                          | 29. svibnja 2000.                                                                                   | 4. listopada 2006. | 30. travnja 2013.     |                       |                                                             |
| Kompletna treća sezona   | 25           | 1. travnja 2003.                                                                        | 29. svibnja 2000.                                                                                   | 4. listopada 2006. |                       |                       |                                                             |
| Kompletna četvrta sezona | 24           | 15. srpnja 2003.                                                                        | 29. svibnja 2000.                                                                                   | 4. listopada 2006. |                       |                       |                                                             |
| Kompletna peta sezona    | 24           | 4. studenog 2003.                                                                       | 29. svibnja 2000.                                                                                   | 4. listopada 2006. |                       |                       |                                                             |
| Kompletna šesta sezona   | 25           | 27. siječnja 2004.                                                                      | 17. srpnja 2000.                                                                                    | 4. listopada 2006. |                       |                       |                                                             |
| Kompletna sedma sezona   | 24           | 6. travnja 2004.                                                                        | 25. listopada 2004.                                                                                 | 4. listopada 2006. |                       |                       |                                                             |
| Kompletna osma sezona    | 24           | 9. studenog 2004.                                                                       | 25. listopada 2004.                                                                                 | 4. listopada 2006. |                       |                       |                                                             |
| Kompletna deveta sezona  | 24           | 8. ožujka 2005.                                                                         | 25. listopada 2004.                                                                                 | 4. listopada 2006. |                       |                       |                                                             |
| Kompletna deseta sezona  | 18           | 15. studenog 2005.                                                                      | 25. listopada 2004.                                                                                 | 4. listopada 2006. |                       |                       |                                                             |
| Kompletna serija         | 236          | 15. studenog 2005. 14. studenog 2006. (re-izdanje) 16. travnja 2013. (re-izdanje 2013.) | 2. listopada 2006. 12. studenog 2007. (re-izdanje) 28. rujna 2009. (izdanje povodom 15. obljetnice) |                    | 13. studenog 2012.    | 12. studenog 2012.    | 21. studenog 2012.(ekskluzivno JB Hi-Fi) 21. kolovoza 2013. |

## Ostali projekti vezani za seriju

### Joey(TV serija)
Nakon što je serija Prijatelji završila s emitiranjem 2004. godine, glumac Matt LeBlanc potpisao je ugovor za kreiranje tzv. spin-off serije naziva Joey, a koja bi radnjom pratila Joeyjev odlazak u Los Angeles i potragu za glumačkom karijerom. Kauffman i Crane nisu bili zainteresirani za seriju premda je Bright pristao biti izvršni producent uz Scotta Silverija i Shanu Goldberg-Meehan. Televizijska mreža NBC jakom marketinškom kampanjom najavljivala je seriju, a u emitiranje ju je stavila četvrtkom u 20 sati (na identičan termin Prijatelja). Pilot epizodu gledalo je 18,60 milijuna ljudi, ali je gledanost tijekom obje sezone kontinuirano bila u padu skupivši u prosjeku 10,20 milijuna gledatelja za prvu, odnosno 7,10 milijuna gledatelja za drugu sezonu. Posljednja epizoda emitirana je 7. ožujka 2006. godine, a gledalo ju je 7,09 milijuna ljudi. NBC je 15. svibnja iste godine odlučio ukinuti seriju nakon dvije sezone. Bright je za ukidanje serije krivio suradnju između izvršnih direktora NBC-a, studija te ostalih producenata koji su vrlo brzo uništili seriju:

### Glasine o filmu
Nakon završetka emitiranja serije započele su se širiti glasine o snimanju dugometražnog filma, premda su s vremenom iste negirane. Kada je 2008. godine u kino distribuciju pušten dugometražni film Seks i grad koji je doživio box-office uspjeh, započele su se širiti nove glasine o snimanju filma. U srpnju 2008. godine The Daily Telegraph objavio je da su članovi glumačke postave pristali snimiti dugometražni film te da će snimanje započeti u narednih 18 mjeseci. Na upit o filmu, Lisa Kudrow je odgovorila da nije svjesna da se vode bilo kakvi razgovori o istome, ali je izrazila interes za ideju. Jayne Trotman, voditelj odjela za odnose s javnošću kompanije Warner Bros. tom je prilikom izjavio da "nema istine u pričama o snimanju filma", a Perryjev glasnogovornik se nadovezao s izjavom da su "sve glasine lažne, jer se u pogledu snimanja filma apsolutno ništa ne događa". Kudrow i Cox su za Associated Press u siječnju 2010. godine izjavile da nikada nisu razgovarale s autorima serije Craneom i Kauffmanicom u vezi snimanja dugometražnog filma.
Jedna od autorica serije Marta Kauffman ponovno je negirala glasine o snimanju filma 2013. godine. Tom je prilikom izjavila da dugometražni film nikada neće biti snimljen budući su likovi iz serije do sada već odrasli: "Serija Prijatelji radnjom je bila smještena u onoj fazi života kada su ti prijatelji obitelj, a jednom kada stvoriš vlastitu obitelj onda to postaje druga priča." Kada je LeBlanc posjetio britanski polo susret na kojem su također bili prisutni i članovi kraljevske obitelji, izjavio je da je "sve što su prinčevi William i Harry željeli znati bilo kada će se snimiti film? To je sve što ih je zanimalo. Rekao sam im da odjebu."
U prosincu 2013. godine, nakon što su se proširile glasine da Aniston i Cox razgovaraju o planovima za ponovno okupljanje ekipe tijekom 2014. godine, internetom je počeo kružiti plakat naziva "The One After The 10 Year Break" tvrdeći da se radi o reklami za nastavak serije. U početku je plakat dočekan ekstatično, ali kasnije je izrazito kritiziran kada je Lisa Kudrow na svom Twitter profilu napisala da je glasina o ponovnom okupljanju netočna. Dana 16. siječnja 2014. godine potvrđeno je da je plakat napravio obožavatelj serije koji se kasnije ispričao što je druge obožavatelje naveo na krivi trag.

## Vanjske poveznice
- Prijatelji u internetskoj bazi filmova IMDb-a
- Službena stranica (engl.)
- E4.com – Friends  Arhivirana inačica izvorne stranice od 3. rujna 2011. (Wayback Machine) (engl.)

### Ostali projekti
|  | Zajednički poslužitelj ima još gradiva o temi Prijatelji |